# Неманя Пейчинович
Неманя Пейчинович (серб. Nemanja Pejčinović / Немања Пејчиновић, нар. 4 жовтня 1987, Крагуєваць) — сербський футболіст, захисник.
Виступав, зокрема, за клуб «Ніцца», а також національну збірну Сербії.
Володар Кубка Росії.

## Клубна кар'єра
Народився 4 жовтня 1987 року в місті Крагуєваць. Вихованець футбольної школи клубу «Рад». Дорослу футбольну кар'єру розпочав 2005 року в основній команді того ж клубу, в якій провів два сезони, взявши участь у 20 матчах чемпіонату. 
Згодом з 2007 по 2010 рік грав у складі команд клубів ОФК (Белград), «Рад», «Црвена Звезда» та «Герта».
Своєю грою за останню команду привернув увагу представників тренерського штабу клубу «Ніцца», до складу якого приєднався 2010 року. Відіграв за команду з Ніцци наступні чотири сезони своєї ігрової кар'єри. Більшість часу, проведеного у складі «Ніцци», був основним гравцем захисту команди.
До складу клубу «Локомотив» (Москва) приєднався 2014 року. Відтоді встиг відіграти за московських залізничників 85 матчів в національному чемпіонаті.
В 2022 році завершив кар'єру гравця.

## Виступи за збірні
Протягом 2007–2009 років залучався до складу молодіжної збірної Сербії. На молодіжному рівні зіграв у 7 офіційних матчах, забив 1 гол.
У 2008 році дебютував в офіційних матчах у складі національної збірної Сербії. Наразі провів у формі головної команди країни 2 матчі.

## Титули і досягнення
- Володар Кубка Росії (2):

«Локомотив» (Москва): 2014-15, 2016-17